# Oocephalus
Oocephalus, biljni rod iz porodiceusnatica smješten u podtribus Hyptidinae, dio tribusa Salviae. Opisan je u Phytotaxa 58: 33. 2012. Sastoji se od 22 južnoameričke vrste grmova; sve su osim jedne brazilski endemi.

## Opis
Rod Oocephalus (Bentham 1833: 84) Harley & Pastore (2012: 33) osnovan je za smještaj 14 vrsta koje su prethodno pripadale rodu Hyptis Jacquin (1787: 101), nakon što su molekularni podaci pokazali parafiletsko stanje ovog roda (Pastore et al. 2011). Ove su vrste pripadale pododsjecima Glomeratae Bentham (1848: 119) i Oocephalus (Bentham 1833: 84) Epling (1949: 293), obje iz sect. Hyptis. Polydesmia Bentham (1833: 114), zajedno s nekoliko drugih vrsta koje su sada smještene u rod Cantinoa Harley & Pastore (2012: 8) (Harley et al. 2019, Soares et al. 2019, Soares et al. 2020). Trenutno se Oocephalus sastoji od 22 vrste (Soares et al. 2021.) i rasprostranjen je u brazilskom Cerradu, posebno u campo rupestre, sa samo jednom vrstom O. oppositiflorus (Schrank 1822: 52) Harley & Pastore (2012: 34)] ima širu rasprostranjenost, dopirući do istočne Bolivije (Harley & Pastore 2012). Campo rupestre je grmolika zeljasta vegetacija povezana s izdancima stijena s plitkim, pjeskovitim i hranjivo–siromašnim tlima, koja se nalazi iznad 900 m nadmorske visine na drevnim vrhovima planina (Rapini et al. 2008, Silveira et al. 2016, Zappi et al. 2017 ). Iako je najveće područje campo rupestre posebno karakteristično za planine lanca Espinhaço, planinskog lanca koji se proteže kroz Bahiu i državu Minas Gerais u istočnom Brazilu (Harley 1995.), ova se vegetacija može pronaći i u drugim područjima, poput brazilskog središnjeg Plato, posebno u državi Goiás, u regiji Chapada dos Veadeiros i Serra dos Pireneus (Rapini et al. 2008, Vasconcelos 2011). Campo rupestres odavno je prepoznato kao područje s značajnim bogatstvom vrsta i endemizmom (Harley 1988, Giulietti et al. 1997, Bitencourt & Rapini 2013, Neves et al. 2018).

## Vrste
1. Oocephalus argyrophyllus (Harley) Harley & J.F.B.Pastore
2. Oocephalus campestris A.Soares & Harley
3. Oocephalus crassifolius (Mart. ex Benth.) Harley & J.F.B.Pastore
4. Oocephalus efigeniae Harley & A.Soares
5. Oocephalus foliosus (A.St.-Hil. ex Benth.) Harley & J.F.B.Pastore
6. Oocephalus ganevii Harley
7. Oocephalus grazielae Harley
8. Oocephalus griseus A.Soares & Harley
9. Oocephalus hagei (Harley) Harley & J.F.B.Pastore
10. Oocephalus halimifolius (Mart. ex Benth.) Harley & J.F.B.Pastore
11. Oocephalus lacunosus (Pohl ex Benth.) Harley & J.F.B.Pastore
12. Oocephalus niveus (Epling) Harley & J.F.B.Pastore
13. Oocephalus nubicola (Harley) Harley & J.F.B.Pastore
14. Oocephalus oppositiflorus (Schrank) Harley & J.F.B.Pastore
15. Oocephalus pauciflorus (Harley) Harley & J.F.B.Pastore
16. Oocephalus petraeus (A.St.-Hil. ex Benth.) Harley & J.F.B.Pastore
17. Oocephalus piranii (Harley) Harley & J.F.B.Pastore
18. Oocephalus pubescens A.Soares & Harley
19. Oocephalus rhodocalyx A.Soares & Harley
20. Oocephalus rigens Harley
21. Oocephalus silvinae (Harley) Harley & J.F.B.Pastore
22. Oocephalus tenuithyrsus Harley

## Sinonimi
- Hyptis sect.Oocephalus Benth.